# Łobudzice (Zduńska Wola)
Pour les articles homonymes, voir Łobudzice.
Łobudzice est une localité polonaise de la gmina de Szadek, située dans le powiat de Zduńska Wola en voïvodie de Łódź.